# Rhade (Dötlingen)
Rhade ist ein Ortsteil der Gemeinde Dötlingen im niedersächsischen Landkreis Oldenburg im Naturpark Wildeshauser Geest.
Der etwa sechs Kilometer nördlich vom Ortskern Dötlingens gelegene Ortsteil hat 99 Einwohner (Stand: 1. August 2022).
Bereits Ende des 13. Jahrhunderts wird hier eine Hofanlage erwähnt, welche von Graf Konrad II. von Oldenburg und seinem Bruder Graf Christian V. von Oldenburg Mitte des 14. Jahrhunderts veräußert wird.
Im Wäldchen Rhader Sand hat die Kimmer Bäke, ein zwölf Kilometer langer Bach, ihre Quelle.